# Sauna-Weltmeisterschaft
Die Sauna-Weltmeisterschaft (finnisch saunomisen maailmanmestaruuskilpailut) war eine von 1999 bis 2010 jährlich in der südfinnischen Stadt Heinola ausgetragene Veranstaltung. 
Der Wettkampf hatte Volksfest-Charakter. Der über zwei Tage dauernde Wettkampf im Sommertheater von Heinola, der im August ausgetragen wurde, lockte jährlich rund 2000 Zuschauer. Nach dem Tod eines Finalteilnehmers beim Wettbewerb 2010 beschloss der Gemeinderat der Kommune Heinola im April 2011, keine weiteren Sauna-Weltmeisterschaften mehr zu veranstalten.

## Regelwerk und Durchführung
Die Teilnahmegebühr betrug zuletzt 50 Euro, zudem war ein ärztliches Attest notwendig. Während der beiden Wettkampftage war der Genuss von Alkohol für die Teilnehmer strengstens verboten.
Die Wettkämpfer trugen normale Schwimmbekleidung. Die Sitzplätze in der Sauna wurden verlost. Die Sitzhaltung musste aufrecht sein, das heißt, dass die Ellenbogen oberhalb der Knie und die Oberarme vertikal gehalten werden mussten. Die Teilnehmer durften einander in keiner Weise stören. Die Missachtung des Regelwerks konnte von der Wettkampfleitung mit Disqualifikation geahndet werden.
Die Temperatur in der Sauna betrug zu Beginn 110 °C. Alle 30 Sekunden wurde etwa ein halber Liter Wasser auf den Ofen gegossen. Dies geschah durch einen fest installierten Duschkopf. Zum Sieger wurde derjenige Teilnehmer gekürt, der als letzter die Sauna ohne fremde Hilfe verließ.
In der Regel fanden mehrere Vorrunden statt. Im Wettbewerb der Männer gab es, bedingt durch eine höhere Teilnehmerzahl als bei den Frauen, Vorrunden vom Sechzehntelfinale bis zum Halbfinale, ehe die sechs Finalteilnehmer feststanden.
Die Belarussin Natalia Tryfanawa, eine Musiklehrerin aus Minsk, gewann 2003 den ersten Titel, der an eine nicht-finnische Person ging. Nachdem bei der Weltmeisterschaft 2008 extrem lange Zeiten von über 18 Minuten erzielt wurden, verkleinerte man die Saunakammern und ließ stärkere Öfen einbauen.
Bei der Weltmeisterschaft 2010 brachen die Finalisten Wladimir Ladyschenski (Russland) und Timo Kaukonen (Finnland) in der Sauna zusammen. Der mit einem Schmerzmittel gedopte Ladyschenski starb, Kaukonen musste mit schweren, bleibenden Schäden durch erlittene Verbrennungen ins Krankenhaus eingeliefert werden. Die Organisatoren um Ossi Arvela gaben darauf bekannt, keine Sauna-Weltmeisterschaft mehr durchführen zu wollen. Allerdings erklärte ein finnischer Geschäftsmann kurz nach dem Unglück, das Turnier weiter austragen zu wollen. Im April 2011 beschloss der Gemeinderat von Heinola keine weiteren Sauna-Weltmeisterschaften mehr zu veranstalten, da der Wettbewerb nicht mehr „im gleichen unbeschwerten Geiste“ stattfinden könne.

## Siegerliste
(Anmerkung: Aufgrund von Regeländerungen sind die Siegerzeiten untereinander nicht vergleichbar) 
| Jahr | Männer            | Zeit      | Frauen             | Zeit      |
| ---- | ----------------- | --------- | ------------------ | --------- |
| 1999 | Ahti Merivirta    |           | Katri Kämäräinen   |           |
| 2000 | Leo Pusa          |           | Katri Kämäräinen   |           |
| 2001 | Leo Pusa          | 13:47 min | Annikki Peltonen   | 9:19 min  |
| 2002 | Leo Pusa          |           | Annikki Peltonen   |           |
| 2003 | Timo Kaukonen     |           | Natalia Tryfanawa  |           |
| 2004 | Leo Pusa          | 11:35 min | Natalia Tryfanawa  | 8:08 min  |
| 2005 | Timo Kaukonen     | 13:06 min | Natalia Tryfanawa  | 8:38 min  |
| 2006 | Timo Kaukonen     | 12:21 min | Leila Kulin        | 13:38 min |
| 2007 | Timo Kaukonen     | 12:26 min | Leila Kulin        | 10:31 min |
| 2008 | Bjarne Hermansson | 18:15 min | Leila Kulin        | 5:21 min  |
| 2009 | Timo Kaukonen     | 3:46 min  | Tatjana Archipenko | 3:09 min  |
| 2010 | Ilkka Pöyhiä      | 4:15 min  | Michaela Butz      | 3:55 min  |